# 大橋正義
大橋 正義（おおはし まさよし、1939年（昭和14年）1月16日 - ）は、日本の実業家。住友不動産販売代表取締役社長や、同社取締役会長、不動産流通経営協会理事長を歴任した。

## 人物・経歴
岡山県出身。1957年岡山県立笠岡商業高等学校卒業、大日本鉱業入社。1969年住友不動産入社。ビル開発事業本部ビル用地部長、ビル開発事業本部用地開発部長兼建設企画部長を経て、1993年取締役ビル管理本部副本部長に昇格。1994年取締役ビル事業本部副本部長。1997年常務取締役。2001年専務代表取締役。
14年ぶりの社長交代により2007年から住友不動産販売代表取締役社長を務め、2009年からは不動産流通経営協会理事長も務め、業界として2020年の中古流通量倍増を目指すことなどを内容とする新成長戦略にあたった。2013年住友不動産販売代表取締役。2017年住友不動産販売取締役会長。